# Жнива

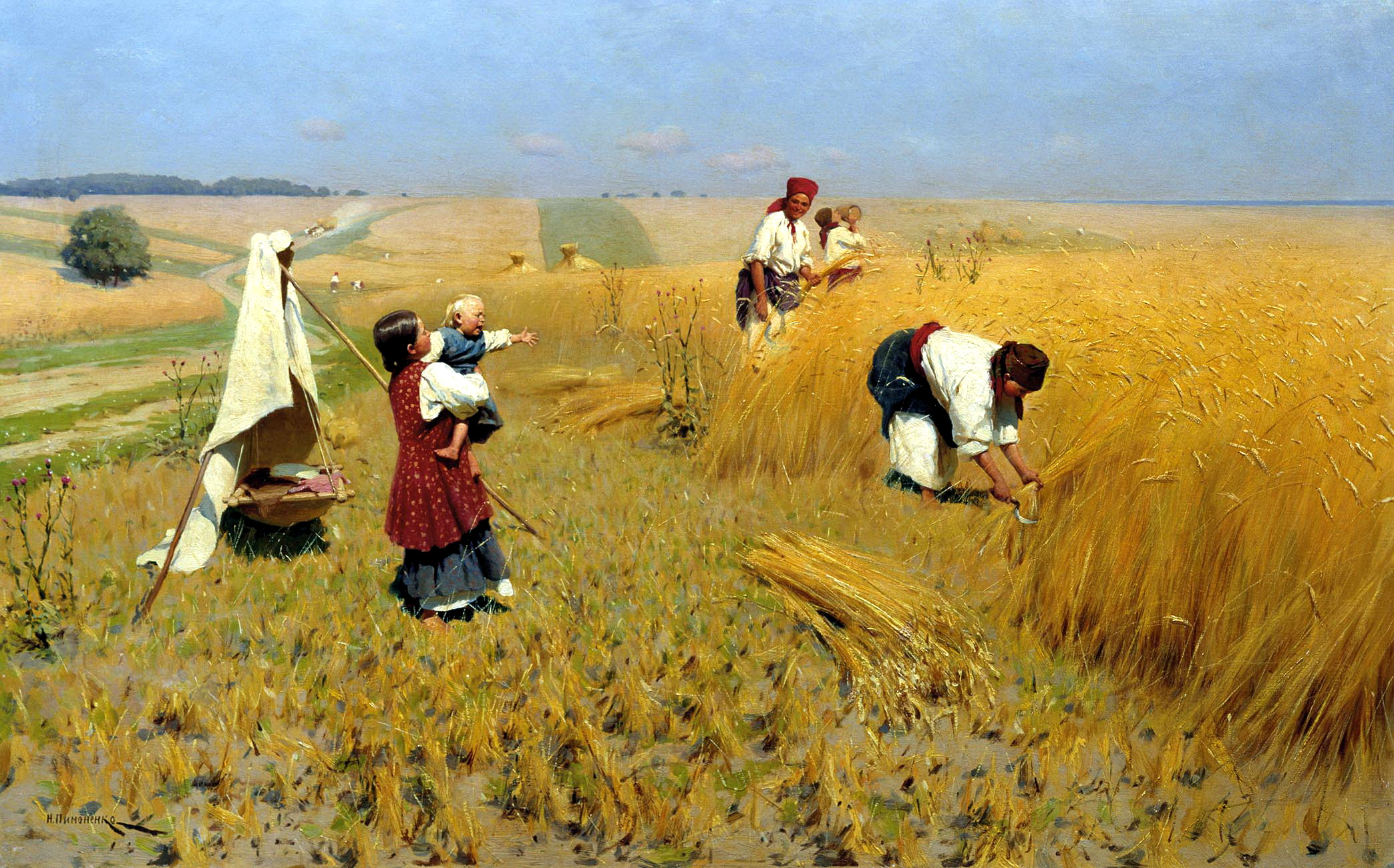
М. Пимоненко, Жнива в Україні

Жнива́, косови́ця (останнім словом також називають косіння сіна) — пора прибирання злакових культур; процес збирання хлібних рослин — зрізування з кореня дозрілих зернових, зернобобових і круп'яних культур. Спосіб збирання врожаю визначається особливостями культури, станом стеблостою, метеорологічними умовами, наявністю техніки. При однофазному збиранні врожаю жнива поєднуються з обмолотом і проводяться однією машиною — комбайном; при роздільному збиранні спочатку хліб косять жатками, а потім комбайн підбирає і обмолочує валки.

## В обрядовій культурі
В Україні зі жнивами пов'язаний величезний пласт обрядової культури
Жнива для хліборобів, що відносяться до хліба як до найвищої цінності, це один з найбільш відповідальних періодів в господарському циклі. В обрядовому комплексі, що супроводжував жнива, особливо виділяються ритуали, які відзначають їх початок (зажинки) і кінець (обжинки, дожинки)
Пора збирання урожаю — за тиждень після Петра.
До жнив люди ретельно готувалися: обов'язково ладнали реманент, гострили серпи, коси, ладнали граблі, ціпи. Готували місце, куди складали готовий урожай — стодоли (клуні). Прибирали двори, білили хати. Упорядковували дороги, мости.
Напередодні пекли хліб, приносили в жертву богам порося. До сходу сонця на початок жнив вирушали всім селом на ниву, удома залишалися маленькі діти та немічні старі. Залишалися також дідусі-пасічники, до їх обов'язків додався догляд за худобою, яку приганяли чередники, вартування дворів від пожежі, тощо.
Женці ставали до роботи зі сходом сонця, при зустрічі говорили один до одного «Помагай Біг». На ниві господар звертався до вищих сил про допомогу і захист врожаю. Перехрестившись, починали жати. Горстку стебел зрізали серпом, а зібравши сніп достатньої товщини, перев'язували його мотузкою чи джгутом соломи — перевеслом. Снопи складали в копиці: копи — в 60 снопів і полукіпки — в 30. Ввечері додому йшли дуже повільно, щоб чути «як нива співає».
Зжаті снопи відвозили в стодоли, сушили їх на вільному повітрі чи за допомогою печей-оситей, і ближче до вересня починали обмолот.